# Augasmus bicolor
Augasmus bicolor is een keversoort uit de familie glanzende bloemkevers (Phalacridae). De wetenschappelijke naam van de soort werd in 1996 gepubliceerd door Lyubarsky.